# Malocampa trepsora
Malocampa trepsora är en fjärilsart som beskrevs av Dyar 1915. Malocampa trepsora ingår i släktet Malocampa och familjen tandspinnare. Inga underarter finns listade i Catalogue of Life.